# Panthéon des sports du Québec
Le Panthéon des sports du Québec est une institution fondée en 1990 ayant le but d'honorer des athlètes et des personnalités du sport nés ou résidant au Québec au moment de leurs exploits dans une discipline sportive. Seuls les athlètes s'étant distingués sur le plan international, canadien ou québécois peuvent être intronisés au Temple de la renommée des sports du Québec. Pour être éligibles, les autres personnalités nommées dans la catégorie « bâtisseur » doivent avoir été associées au sport pendant un minimum de 10 ans sur le plan international, canadien ou québécois.

## Membres du Temple de la renommée des sports du Québec
| Initiale      | Personnalité            | Année | Sport de l'athlète                   | Discipline du bâtisseur                       |
| ------------- | ----------------------- | ----- | ------------------------------------ | --------------------------------------------- |
| Haltérophilie | Jack Roosvelt Robinson  | 2016  | baseball                             |                                               |
|               | Jacques Amyot           | 1993  | Natation                             |                                               |
|               | George Athans           | 1994  | Ski nautique                         |                                               |
|               | Marcel Aubut            | 2008  |                                      | Hockey sur glace, olympisme                   |
| B             | Jacques Beauchamp       | 1999  |                                      | Journalisme sportif                           |
|               | Myriam Bédard           | 2001  | Biathlon                             |                                               |
|               | Robert Bédard           | 1991  | Tennis                               |                                               |
|               | Richard Bélec           | 2004  |                                      | Baseball                                      |
|               | Douglas H. Bennett      | 2003  | Canoë-Kayak                          |                                               |
|               | Dean Bergeron           | 2017  | Athlétisme handisport                |                                               |
|               | Guylaine Bernier        | 1996  | Aviron                               |                                               |
|               | Sylvie Bernier          | 1991  | Plongeon                             |                                               |
|               | Adrien Bigras           | 1999  | Golf                                 |                                               |
|               | Bernard Blanchard       | 1999  | Crosse                               |                                               |
|               | Hector « Toe » Blake    | 1993  | Hockey sur glace                     |                                               |
|               | Gérard Bolduc           | 1994  |                                      | Organisateur hockey sur glace                 |
|               | Michael Bossy           | 1995  | Hockey sur glace                     |                                               |
|               | Raymond Bourque         | 2006  | Hockey sur glace                     |                                               |
|               | Gaétan Boucher          | 1991  | Patinage de vitesse                  |                                               |
|               | Scotty Bowman           | 2005  |                                      | Hockey sur glace                              |
|               | Maurice Boyer           | 2003  | Quilles                              |                                               |
|               | Jean-Luc Brassard       | 2005  | Ski acrobatique                      |                                               |
|               | Isabelle Brasseur       | 1999  | Patinage artistique                  |                                               |
| C             | Isabelle Charest        | 2003  | Patinage de vitesse sur piste courte |                                               |
|               | Guylaine Cloutier       | 2005  | Natation                             |                                               |
|               | Aimé Constantin         | 2004  |                                      | Organisateur en sport amateur                 |
|               | Myrtle Cook-McGowan     | 1974  | Athlétisme                           |                                               |
|               | Graham Cooke            | 2008  | Golf                                 |                                               |
|               | Gérard Côté             | 1991  | Marathon                             |                                               |
|               | Louis Cyr               | 2001  | Haltérophilie                        |                                               |
| D             | Sylvie Daigle           | 1997  | Patinage de vitesse sur piste courte |                                               |
|               | Guy Daigneault          | 1995  | Patinage de vitesse sur piste courte |                                               |
|               | Peter Dalla Riva        | 1997  | Football canadien                    |                                               |
|               | Raymond Damblant        | 2001  |                                      | Judo                                          |
|               | Léo Dandurand           | 1999  |                                      | Hippisme, Hockey sur glace, Football canadien |
|               | Pierre Desjardins       | 2000  | Football canadien                    |                                               |
|               | Robert Desjarlais       | 1974  |                                      | Escrime                                       |
|               | Étienne Desmarteau      | 1974  | Athlétisme                           |                                               |
|               | Marcel Dionne           | 1999  | Hockey sur glace                     |                                               |
|               | Jacques Doucet          | 2017  |                                      | Journalisme sportif                           |
| E             | Phil Edwards            | 2005  | Athlétisme                           |                                               |
|               | Lloyd Eisler            | 1999  | Patinage artistique                  |                                               |
|               | Terry Evanshen          | 2002  | Football                             |                                               |
| F             | Sylvie Fréchette        | 1997  | Nage synchronisée                    |                                               |
| G             | Marc Gagnon             | 2005  | Patinage de vitesse sur piste courte |                                               |
|               | Jacqueline Gareau       | 1995  | Athlétisme                           |                                               |
|               | Richard Garneau         | 2006  |                                      | Journalisme sportif                           |
|               | Réjean Genois           | 1999  | Tennis                               |                                               |
|               | Bernard Geoffrion       | 2003  | Hockey sur glace                     |                                               |
|               | Nicolas Gill            | 2006  | Judo                                 |                                               |
|               | Rolland Godin           | 2000  | Tennis                               |                                               |
|               | François Godbout        | 1994  | Tennis                               |                                               |
|               | Michel Goulet           | 2005  | Hockey sur glace                     |                                               |
|               | Danielle Goyette        | 2010  | Hockey sur glace                     |                                               |
|               | Lucille Goyette-Lemay   | 2008  | Tir à l'arc                          |                                               |
|               | Otis Grant              | 2008  | Boxe                                 |                                               |
| H             | Doug Harvey             | 1995  | Hockey sur glace                     |                                               |
|               | Pierre Harvey           | 1991  | Ski de fond et Cyclisme              |                                               |
|               | George Ritchie Hodgson  | 1974  | Natation                             |                                               |
| J             | Anne Jardin             | 1995  | Natation                             |                                               |
| L             | Elmer Lach              | 2000  | Hockey sur glace                     |                                               |
|               | Raymond Lagacé          | 2000  |                                      | Hockey sur glace                              |
|               | Arthur Lamb             | 1974  |                                      | Éducation physique                            |
|               | Nathalie Lambert        | 2001  | Patinage de vitesse sur piste courte |                                               |
|               | Guy Lapointe            | 2008  | Hockey sur glace                     |                                               |
|               | Sébastien Lareau        | 2005  | Tennis                               |                                               |
|               | Lucien Laverdure        | 1991  |                                      | Tennis                                        |
|               | Robert Lebel            | 1991  |                                      | Hockey sur glace                              |
|               | Guillaume Leblanc       | 2006  | Athlétisme                           |                                               |
|               | Jacques Lemaire         | 1999  | Hockey sur glace                     |                                               |
| M             | Gaby Mancini            | 2000  |                                      | Boxe                                          |
|               | Anne Montminy           | 2003  | Plongeon                             |                                               |
|               | Guy Morin               | 1994  | Cyclisme                             |                                               |
|               | Alwyn Morris            | 1991  | Canoë-kayak                          |                                               |
| O             | Caroline Ouellette      | 2021  | Hockey sur glace                     |                                               |
| P             | Donato Paduano          | 2000  | Boxe                                 |                                               |
|               | Yves Paré               | 2001  | Badminton                            |                                               |
|               | Annie Pelletier         | 2008  | Plongeon                             |                                               |
|               | Annie Perreault         | 2006  | Patinage de vitesse sur piste courte |                                               |
|               | Gilbert Perreault       | 2001  | Hockey sur glace                     |                                               |
|               | Chantal Petitclerc      | 2013  | Athlétisme handisport                |                                               |
|               | Ronald Piché            | 1994  | Baseball                             |                                               |
|               | Jacques Plante          | 1994  | Hockey sur glace                     |                                               |
|               | Pierre Plouffe          | 2000  | Ski nautique                         |                                               |
|               | Richard Pound           | 2001  | Natation                             |                                               |
| Q             | Wendy Quirk             | 1997  | Natation                             |                                               |
| R             | Henri Richard           | 1994  | Hockey sur glace                     |                                               |
|               | Maurice Richard         | 1991  | Hockey sur glace                     |                                               |
|               | Larry Robinson          | 2004  | Hockey sur glace                     |                                               |
|               | Jean-Pierre Roy         | 1995  | Baseball                             |                                               |
| S             | Lionel Saint-Jean       | 1994  |                                      | Haltérophilie                                 |
|               | Pierre Saint-Jean       | 1997  | Haltérophilie                        |                                               |
|               | France Saint-Louis      | 2003  | Hockey sur glace                     |                                               |
|               | Kim Saint-Pierre        | 2016  | Hockey sur glace                     |                                               |
|               | Serge Savard            | 1997  | Hockey sur glace                     |                                               |
|               | Carl Schwende           | 2001  |                                      | Escrime                                       |
|               | Herman Smith-Johannsen  | 1995  |                                      | Ski de fond                                   |
|               | Bruny Surin             | 2004  | Athlétisme                           |                                               |
|               | Sylvia Sweeney          | 2000  | Basketball                           |                                               |
| T             | Edgar Théorêt           | 2005  |                                      | Natation, sport amateur                       |
|               | Herb Trawick            | 1995  | Football                             |                                               |
|               | Jean-Claude Tremblay    | 2004  | Hockey sur glace                     |                                               |
| V             | Georges Vézina          | 1991  | Hockey sur glace                     |                                               |
|               | André Viger             | 2001  | Marathonien handisport               |                                               |
|               | Penny Vilagos           | 2004  | Nage synchronisée                    |                                               |
|               | Vicky Vilagos           | 2004  | Nage synchronisée                    |                                               |
|               | Gilles Villeneuve       | 1991  | Course automobile                    |                                               |
| W             | Carolyn Waldo           | 1994  | Nage synchronisée                    |                                               |
|               | Lucille Wheeler-Vaughan | 1974  | Ski alpin                            |                                               |
| Y             | Douglas Yeats           | 2004  | Lutte                                |                                               |